# Inka Müller-Schmäh

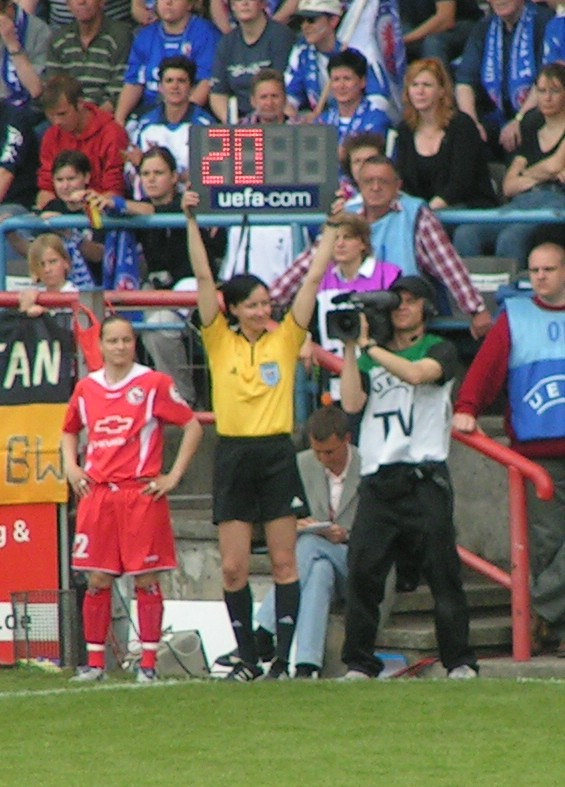
Inka Müller-Schmäh (2005)

Inka Müller-Schmäh (* 3. April 1976 in Stendal als Inka Müller) ist eine deutsche Rechtsanwältin und Fußballschiedsrichterin. Sie pfeift für den Berliner Verein Hertha 03 Zehlendorf.

## Leben und Karriere
Inka Müller-Schmäh hat seit 1997 in der Frauen-Bundesliga 105 Spiele geleitet. In den Jahren 1999, 2002, 2006 und 2010 wurde sie als Schiedsrichterassistentin bei den jeweiligen Endspielen des DFB-Pokals der Frauen eingesetzt. Der DFB nominierte Müller-Schmäh für das DFB-Pokalfinale 2012 zwischen dem 1. FFC Frankfurt und Bayern München.
Seit 2001 ist sie FIFA-Schiedsrichterassistentin. 2002 nahm sie an der U-19-WM in Kanada und 2006 an der U-20-WM in Russland teil. Die Olympischen Spiele 2008 in Peking wurden ihr persönliches Highlight in der sportlichen Laufbahn. 2010 wurde sie bei der U-20-WM in Deutschland eingesetzt. 2004 und 2005 war sie Vierte Offizielle im Final-Rückspiel des UEFA Women’s Cup, 2003 und 2007 jeweils Assistentin. Ihre Erfahrungen gibt sie auch bereits als Verantwortliche für die Berliner Schiedsrichterinnen weiter.
Im Männerbereich wird Müller-Schmäh bei Spielen bis zu der viertklassigen Regionalliga Nordost eingesetzt. Sie wurde auch nachträglich im Rahmen des Fußball-Wettskandals 2005 um Robert Hoyzer bekannt, da sie beim Regionalligaspiel zwischen dem SC Paderborn 07 und dem Chemnitzer FC am 22. Mai 2004 eine Fehlentscheidung Hoyzers bemerkte und damit eine Manipulation des Spiels verhinderte.
Müller-Schmäh studierte Jura an der Universität Potsdam und arbeitet heute als Rechtsanwältin. Sie ist seit 2009 Mitglied im geschäftsführenden Ausschuss der Arbeitsgemeinschaft Sportrecht des DAV. Zudem verantwortete sie seit Oktober 2012 bei der Vereinigung Sportsponsoring-Anbieter bereits als Justitiarin die rechtlichen Themen, seit dem 1. Januar 2014 zudem die Geschäftsführung.